# Tito Lucrezio Tricipitino
Tito Lucrezio Tricipitino, in latino Titus Lucretius Triciptinus, nelle epigrafi T·LVCRETIVS·T·F·TRICIPITINVS (Roma, ... – ...; fl. 508-504 a.C.), è stato un politico e militare romano del VI secolo a.C.

## Biografia

Schema della battaglia tra Romani ed Etruschi, durante l'assedio di Porsenna a Roma. Tito Lucrezio comanda l'ala sinistra romana.

Due volte console, Tito Lucrezio apparteneva alla gens Lucretia, una delle più antiche gentes patrizie dell'antica Roma.
Tito Lucrezio venne eletto console la prima volta nel 508 a.C., insieme a Publio Valerio Publicola, al suo secondo mandato. Durante il consolato si svolse un censimento e vennero imposte le tasse di guerra.
Durante il consolato Roma subì l'attacco degli Etruschi guidati da Porsenna, attacco che si trasformò nell'assedio di Roma, nella cui narrazione si inseriscono gli episodi leggendari di Orazio Coclite e Muzio Scevola. Gli stessi due consoli, si distinsero in operazioni belliche, volte a impedire le razzie operate dagli assedianti etruschi. L'assedio, nel racconto dei romani, terminò con un trattato di pace con la città di Chiusi, senza che Tarquinio il Superbo riuscisse nel proprio intento di restaurazione al potere.
L'anno successivo, durante il terzo consolato di Publio Valerio e il secondo di Marco Orazio Pulvillo, combatté contro gli Etruschi che avevano attaccato Roma sotto la guida di Porsenna, rimanendo ferito nella battaglia.
Tito Lucrezio fu console una seconda volta nel 504 a.C., di nuovo assieme a Publio Valerio Publicola. Durante il consolato i due condussero con successo la guerra contro i Sabini nei pressi di Fidenae, ed al loro ritorno a Roma venne loro tributato il trionfo, anche se nei fasti triumphales viene riportato unicamente il nome di Valerio.

### Fonti primarie
- Tito Livio, Ab Urbe condita libri, Libro II.
- Dionigi di Alicarnasso, Antichità romane, Libro V.